# 马高村
马高村,中华人民共和国山东省济南市章丘市水寨镇所辖的一个行政村。总人口805，其中男性413人，女性392人；农业户口795人，非农业人口10人；18岁以下人口180人，18-35岁人口192人，35-60岁人口329人，60岁以上人口104人（2006年）。耕地面积77公顷（2006年）。行政区划代码370181106217。